# Neolitsea archboldiana
Neolitsea archboldiana är en lagerväxtart som beskrevs av C. K. Allen. Neolitsea archboldiana ingår i släktet Neolitsea och familjen lagerväxter. Inga underarter finns listade i Catalogue of Life.